# Kanton Bully-les-Mines
Kanton Bully-les-Mines (francouzsky Canton de Bully-les-Mines) je francouzský kanton v departementu Pas-de-Calais v regionu Hauts-de-France. Tvoří ho 12 obce. Před reformou kantonů 2014 ho tvořily pouze dvě obce.

## Obce kantonu
od roku 2015:
- Ablain-Saint-Nazaire
- Aix-Noulette
- Angres
- Bouvigny-Boyeffles
- Bully-les-Mines
- Carency
- Gouy-Servins
- Mazingarbe
- Sains-en-Gohelle
- Servins
- Souchez
- Villers-au-Bois

před rokem 2015:
- Bully-les-Mines
- Mazingarbe